# Zygophyllum ifniense
Zygophyllum ifniense är en pockenholtsväxtart som beskrevs av Caballero. Zygophyllum ifniense ingår i släktet Zygophyllum och familjen pockenholtsväxter. Inga underarter finns listade i Catalogue of Life.